# Rickardite
La rickardite est un tellurure naturel de cuivre de couleur pourpre. Se formule brute empirique est Te5Cu7. On le trouve dans le Colorado.